# 塔庫姆譯本

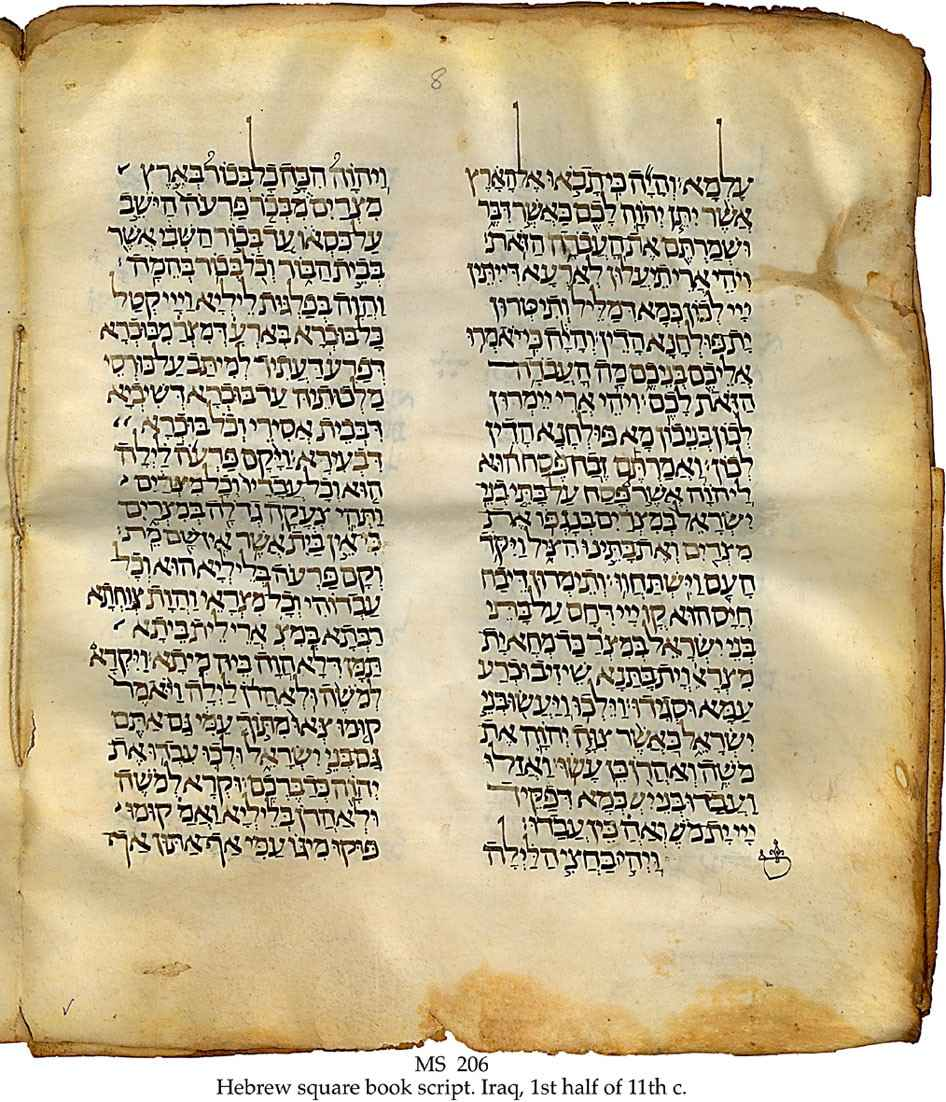
成書於公元11世紀的《希伯來語經卷》的塔庫姆譯本，抄寫的地點可能是突尼西亞，在伊拉克被人發現: 由Schøyen Collection所收藏。

塔庫姆譯本（直译：「譯本」），又譯塔古姆，是《希伯來聖經》的亚兰語譯本。亚兰語塔古姆一詞的原意是“解釋”或“意譯”。 自尼希米的日子以降，亚兰語成為許多散居波斯各地的猶太人的通用語言，在基督出生前一世紀，除了在學校裏和崇拜的場合中，希伯來語已經很少人使用 故此在誦讀希伯來語經卷時必須同時把經文翻譯成亚兰語。這種口語意譯經文很可能到公元第五世紀才成為目前的形式。它們雖是希伯來文聖經的意譯而非精確的譯本，卻對經文提供豐富的背景資料，因此可以幫助人決定若干艱深經文的真意。《新世界譯本》在腳注中頗常援引塔古姆譯本。